# Új-Zélandi Montana Könyvdíj
Az Új-Zélandi Montana Könyvdíj (Montana New Zealand Book Awards) egy új-zélandi irodalmi díj, amelyet számos kategóriában osztanak ki új-zélandi íróknak minden évben. A díjat 1996-ban alapították, két korábbi új-zélandi irodalmi díjat egyesítve: "Montana Book Awards" és "New Zealand Book Awards".
A díjak közül a két legfontosabb a Deutz-érem szépirodalmi művekért, valamint a Montana-érem ismeretterjesztő alkotásokért. Díjban részesül az olvasók által megszavazott legjobb könyv is (Reader's Choice). Első könyvvel jelentkező írók kapják a First Book díjat. A maori nyelven (Te Reo Maori) írott legjobb irodalmi művet külön díjazzák. Mindegyik kategória győztesének 5000 dollár, a szépirodalmi kategória második helyezetteinek 2500 dollár jár.
A díjat a Booksellers New Zealand szervezi és bonyolítja le. A díj fő támogatója a Montana Wines és a Creative New Zealand. Támogatók továbbá a Book Publishers Association of New Zealand (Új-Zélandi Könyvkiadók Szövetsége), a New Zealand Society of Authors (Új-Zélandi Szerzők Társasága) és a Book Tokens (NZ) Ltd.

## Lásd még
- Új-Zéland irodalma

## Külső hivatkozások
- Angol nyelvű hivatalos oldal.